# Daalder

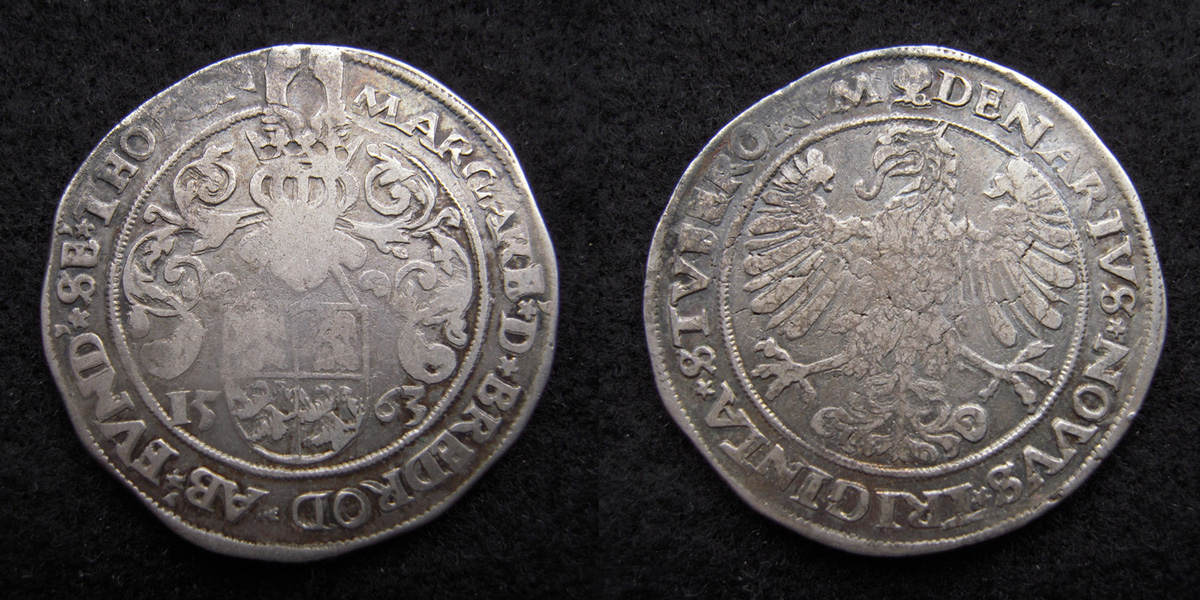
Zilveren daalder van 30 stuivers van Margaretha van Brederode, abdis van het Stift Thorn, 1563.

De daalder is een historische munt, die voor het eerst rond 1500 werd geslagen in Joachimsthal in Bohemen van zilver uit de mijnen aldaar. De naam was aan die plaats ontleend: Joachimsthaler of kortweg thaler.

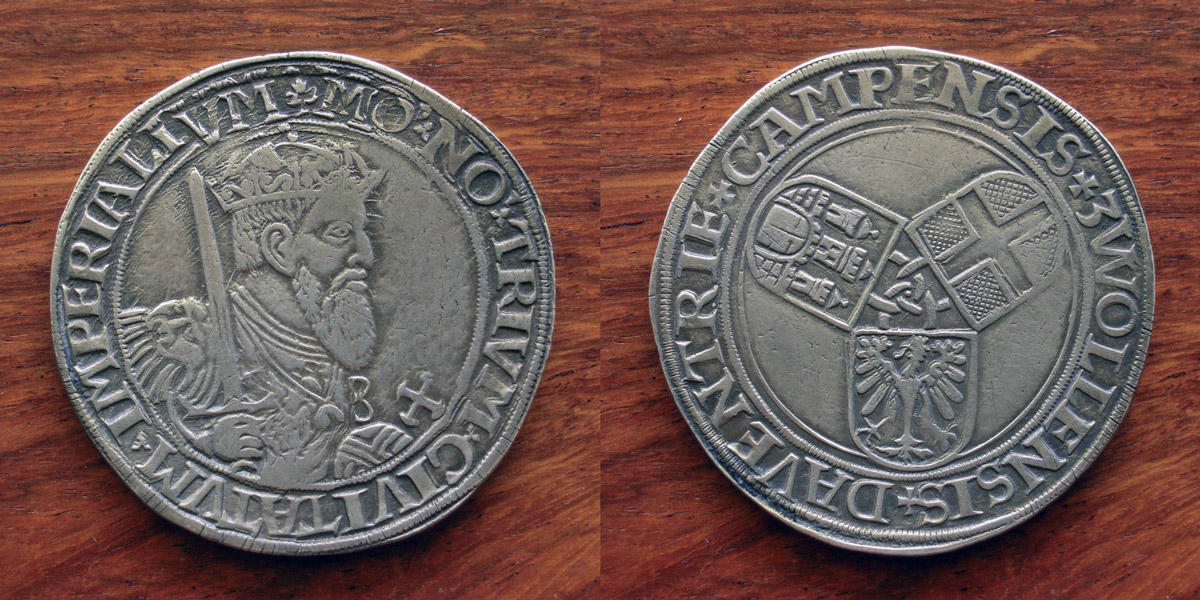
Een zilveren karolusdaalder van de Drie Steden Deventer, Kampen en Zwolle uit 1554, muntplaats Deventer. De voorzijde toont het portret van keizer Karel V. Op de keerzijde zijn de stadswapens van de Drie Steden afgebeeld.

In de meeste Duitse landen werden thalers geslagen. De bekendste, ook in de Nederlanden, werd de Pruisische daalder, die verdeeld was in 30 groschen. Er gingen 7 Pruisische daalders in een Brits Pond Sterling. In het Pruisische deel van Polen werd een aparte daalder geslagen, die verdeeld was in 3 zloty.
De Reichsthaler, munt van het Heilige Roomse Rijk, telde 50 groschen.
Ook het woord dollar is afgeleid van de oorspronkelijke benaming thaler.

## Nederland

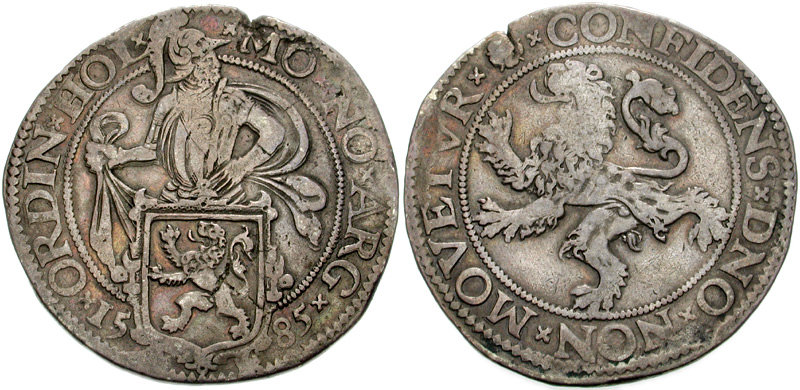
Hollandse leeuwendaalder uit 1585

Een daalder was 30 stuivers waard en de eerste werd vanaf 1538 geslagen en bleef in omloop tot 1847.
Na de decimalisatie van de Nederlandse munten aan het begin van de 19e eeuw was de daalder één gulden vijftig waard.
De rijksdaalder was een munt die oorspronkelijk 50 stuivers en vanaf 1807 twee gulden vijftig waard was.

## Spraakgebruik
De daalder bleef bekend in de kreet: "Op de markt is uw gulden een daalder waard". Deze leus van de Centrale Vereniging Ambulante Handel is, toen hij al lang niet meer officieel gebruikt werd door de marktkooplieden, als gezegde blijven voortleven tot de invoering van de euro als chartaal geld in 2002. De daalder werd in de volksmond ook een lammetje genoemd. Hier volgen een aantal zegswijzen met de uitleg eronder. Sinds het verdwijnen van de daalder als munt worden deze gezegden en spreekwoorden nauwelijks meer gebezigd (zie archaïsme).
- De eerste klap is een daalder waard, Een goed begin is een daalder waard;

Een goed begin is het halve werk.
- Een paard van een daalder;

een trots mens.
- Op de markt is uw gulden een daalder waard;

De markt is goedkoper dan de winkel.
- Hij zit op een daalderplaats;

Hij zit op de eerste rang; heeft de beste plaats.
- Dit is een daaldersplekje;

Een huis op een unieke plek in de beleving van de bewoner.
- Het voor geen houten daalder willen;

Niet willen dat iets gebeurt.
- Wie tot een stuiver is geboren zal nooit tot een daalder komen;

Wie arm geboren is, blijft gewoonlijk arm.
- Hij heeft een wisseldaalder;

Iemand die op onbegrijpelijke wijze steeds weer over geld lijkt te beschikken.
- Een koekoeksroep ter helft van maart, is voor de boer een daalder waard;

Goede weersverwachting.